# WBYU
WBYU (1450 AM) era uma estação de rádio licenciada em Nova Orleans, Louisiana e servia a área metropolitana de New Orleans. A estação era de propriedade da The Walt Disney Company e apresentava programação da Radio Disney (2003-2011).

## História
A frequência AM 1450 começou na 1420 quando a WBNO, licenciada para Coliseum Place Baptist Church, mudou-se para lá da 1200 em 1938. As letras de chamada tornaram-se WNOE em 23 de junho de 1939, logo depois que James A. Noe assumiu o controle da estação. Em 29 de março de 1941, a FCC mudou a maioria das frequências de transmissão em todo o país e WNOE mudou para 1450. WNOE mudou para 1060 em 1 de junho de 1950, para se tornar uma estação de 50 kW. A Royal Broadcasting Corporation começou a operar a WTIX na 1450 em 5 de dezembro de 1951, com um formato clássico. A WTIX foi vendida para a Mid Continent Broadcasting, de propriedade de Todd Storz, em 10 de setembro de 1953, e o formato mudou para o Top 40. Em 1958, a WTIX comprou a frequência 690 da WWEZ e posteriormente doou a 1450 para o Orleans Parish School Board. A WNPS começou a transmitir em 7 de maio de 1958 com uma biblioteca de 600 LPs doada por Mitch Miller e Columbia Records. No outono de 1966, rompeu com a música estritamente clássica, mudando mais para a música popular e apresentando notícias e boletins meteorológicos. A WNPS mudou para nostalgia e audição fácil em 1973 antes de mudar para o country em julho de 1974. Em 1977, a estação foi vendida para a Sun Broadcasting, que a mudou para um formato de soft rock e jazz "contemporâneo" com a marca "14-D" que durou quatro meses. Em agosto de 1977, a estação mudou para os padrões adultos tocando big band e jazz de Nova Orleans e mudou as letras de chamada para WWIW (the Way It Was) em 14 de setembro. Em 1988, a WBYU-FM de fácil audição mudou abruptamente para country, criando um alvoroço público. O proprietário da WWIW, David Smith, imediatamente solicitou à FCC as letras de chamada altamente reconhecíveis, e a 1450 começou a transmitir como WBYU sem alteração de formato em 28 de novembro de 1988.
Em 2001, a estação foi vendida para o Beasley Broadcast Group, que mudou o formato em 23 de abril daquele ano para um formato de conversa sobre saúde intermediado, transmitindo simultaneamente da WWNN em Boca Raton, Flórida. Os infomerciais ininterruptos continuaram até 6 de fevereiro de 2003, quando os novos proprietários ABC, Inc., que compraram a estação em 2002, a transferiram para a Radio Disney. Em 26 de setembro de 2011, a WBYU ficou fora do ar enquanto a ABC procurava um comprador para a estação. Em 27 de setembro de 2012, a ABC entregou a licença da WBYU à Comissão Federal de Comunicações (FCC). A FCC cancelou a licença da estação e excluiu o indicativo de chamada WBYU de seu banco de dados em 3 de outubro de 2012.